# كاساندرا أونيل
كاساندرا أونيل (بالإنجليزية: Cassandra O'Neal)‏ هي مغنية مؤلفة وملحنة ومنتجة أسطوانات أمريكية، ولدت في 17 يناير 1973.

## وصلات خارجية
- كاساندرا أونيل على موقع ميوزك برينز (الإنجليزية)
- كاساندرا أونيل على موقع ديسكوغز (الإنجليزية)